# Пик-а-бу (бокс)
Пик-а-бу (от англ. peek-a-boo — игра в прятки, наиболее популярные обозначения peek-a-boo defense или peek-a-boo style) — стиль в боксе, основанный на резких маятникообразных движениях корпусом и нырках.
Разработал его американский менеджер и теоретик бокса, Кас Д’Амато. Суть стиля Пик-а-бу заключается в том, что во время атаки противника боксёр всё время как бы прячется за своими руками, но не статично, а постоянно раскачиваясь из стороны в сторону и показываясь из-за них, отсюда и название «защита „ку-ку“». Пик-а-бу представляет собой стиль бокса, когда руки расположены непосредственно перед лицом боксёра. Это предлагает дополнительную защиту для лица и облегчает донесение удара до противника.

## История стиля
Кас Д’Амато открыл свой первый боксёрский зал Грамерси на 14-й улице в Манхэттене — в 1939 году. Как вспоминает журналист Pete Hamill в одной из своих статей, что первый тренировочный зал Каса отличался своей жесткой дисциплиной.
В 1968 году Д’Амата основал Боксёрский клуб Катскилль, расположенный на третьем этаже деревенского здания Полицейского участка.
Флойд Паттерсон — первый ученик Каса Д’Амато, который начал эффективно использовать[когда?] стиль Пик-а-бу. Он стал самым молодым олимпийским чемпионом в истории и двукратным чемпионом мира. Тренировки Каса Д’Амато сводились не только к физическим упражнениям, но и также было много работы в психологической подготовке. Кас Д’Амато учил боксёров работать со своими страхами.
Я имею в виду, что Трус и Герой - они чувствуют одно и то же. Но вот что они делают - отличается. Герой чувствует то же самое, что и трус, но то что он делает - сильно отличается, и то, что он делает - делает его героем. И то что не делает второй - это делает его трусом. Это просто. Они не чувствуют по-разному - их действия разные.Кас Д'Амато
Вторым знаменитым учеником Д’Амато стал пуэрториканец Хосе Торрес. Под руководством своего учителя, Торрес стал третьим в истории пуэрториканцем, кому удалось заполучить мировой титул, и первым латиноамериканцем, кому удалось заслужить чемпионское звание в полутяжёлой весовой категории.
Выигранные чемпионские пояса Хосе Торрес защитил четыре раза. Всего, в профессиональной карьере, Торрес провёл 45 боев, из которых победу одержал в 41 бое, получил 3 поражения и 1 ничью.
Последним, и, пожалуй, самым знаменитым, учеником Каса Д’Амато стал Майк Тайсон. Многие источники утверждают что именно с Майком стиль Пикабу был отточен до совершенства. 

## Техника стиля
Пик-а-бу — это сочетание маятникообразных движений корпусом и коротких шаговых перемещений. Этот стиль напоминает прыжки с кочки на кочку зигзагом. Руки в Пик-а-бу находятся рядом и расположены перед лицом у щёк, локти плотно прилегают к телу и все удары наносятся из этого положения. Все удары совершаются на уклонах и выходах из нырков, техника удара — взрывная и пробивная. Постоянные мощные атаки не дают сопернику расслабиться, прицелиться, перевести дух, и вынуждают постоянно пятиться назад. Пик-а-бу — техника ударов на скачке, с раскруткой корпуса, преимущественными являются боковые удары. Пик-а-бу хорошо подходит для низкорослых, короткоруких панчеров, которые боксируют в основном на средней и ближней дистанции. Это в первую очередь связано с тем, что низкорослые боксёры имеют более короткие руки и, следовательно, возможность наносить с большей интенсивностью боковые удары. Кроме того, низкорослые боксёры могут более эффективно ликвидировать пробелы в защите. Потому, что более высокие боксёры, которые имеют более длинные торсы, более уязвимы для ударов по корпусу, чем более низкие. Вообще, техника Пик-а-бу очень сложная и требует умения филигранно управлять своим телом.

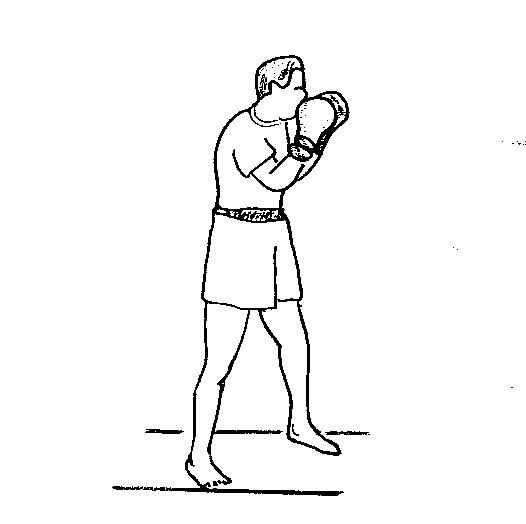
Стойка в «Пик-а-бу»

Пик-а-бу — это универсальная техника защиты и уходов от ударов, способствующая скорости и взрывным передвижениям с последующими нанесениями мощнейших ударов. Начало передвижения с уходом от ударов неминуемо переходит в атаку, которая продолжается весь бой. Техника Пик-а-бу в корне отличается от классического бокса. Характерной чертой стиля Пик-а-бу является быстрая, серийная, комбинационная работа. В Пик-а-бу руки расслаблены, предплечья расположены перед лицом, кулаки находятся на уровне носа и глаз. Стойка почти фронтальная. В этом главное отличие от классического стиля, когда левая рука находится на уровне подбородка и чуть спереди, а правая — рядом с подбородком. Другая уникальная особенность стиля состоит в постоянных движениях головой из стороны в сторону, уклонах, нырках и «закручивании» соперника. Амплитуда движения головы достаточно небольшая, при этом выполняется всё по возможности в «рваном» ритме. Кроме того, боксёр не только раскачивается, но и всё время слегка приседает под ударами. В результате всех этих движений противник «сбивается с прицела» и постоянно мажет. А если всё же попадает, то удар обычно приходится вскользь, так как он бьёт не по стоячей, а по движущейся мишени. По той же причине в значительной степени гасится и сила удара. Свободно двигающаяся голова легко откидывается назад и в сторону, то есть в направлении удара.
Важной составляющей Пик-а-бу является так называемая «смена стоек» — когда боец переходит из стойки правши в стойку левши, и наоборот.
Техника Пик-а-бу строится на постоянных перемещениях из стороны в стороны и маятникообразных нырковых движений. Всё это требует специальной техники перемещений и очень филигранной подработкой корпусом. Глядя со стороны, кажется, что идёт постоянная обкатка ударов — за счёт чего противник проваливается и раскрывается. Можно сказать, что в Пик-а-бу практически нет чистых уклонов — всё строится на нырковых движениях. Причём это доведено до такого автоматизма, что Тайсон мог обкатывать даже быстрые прямые удары — что является высшим пилотажем и признаком мастерства экстра-класса. Техника перемещений была также доработана, что позволяло очень быстро сокращать дистанцию, сочетая с маятниковыми движениями корпуса. Базовое упражнение на перемещения напоминает прыжки с кочки на кочку зигзагом. Инерция движения при перемещении тут же передаётся на корпус — в нырок, и в удар. Руки в Пик-а-бу держатся не так как в классике. Обе руки находятся у щёк, и все удары делаются из этого положения. Такое положение рук позволяет делать очень короткие огибающие защиту противника удары на средней и ближней дистанции, и позволяет быстро уходить в глухую защиту. Все удары делаются на уклонах и выходах из нырков. Техника удара взрывная и пробивная. Все удары в сериях бьются на вынос — пробных ударов, как таковых нет. Техника Пик-а-бу очень сложная и требует «живого» тела, и умения очень быстро управлять динамикой своего тела. Без этого, попытка имитировать Пик-а-бу за счёт внешней работы мышц приведёт к моментальной усталости.
Стиль Пик-а-бу никак не является защитой в чистом виде. Применяющий его боксёр постоянно контактирует с оппонентом и бьёт с обеих рук, используя и одиночные удары, и комбинации.
Цифровое обозначение:
```
        7
     1     2
  3           4
     5     6
        8
```

Например, 3-2-3 тело-голова-тело или 3-3-2 тело-тело-голова. Нарабатывается на манекене, груше или мешке до тех пор, пока боксёр не будет способен пробивать быстрые комбинации, приводящие к серьёзному ущербу для соперника:
- 1 — левый хук в челюсть;
- 2 — правый хук в челюсть;
- 3 — левый апперкот;
- 4 — правый апперкот;
- 5 — левый хук по туловищу;
- 6 — правый хук по туловищу;
- 7 — джеб в голову;
- 8 — джеб в туловище.

Эти цифры обозначают зоны, а не удары. То есть 2 — может быть как правым хуком, так и правым прямым кроссом и т. п.

## Описания стиля
Джо Фариэлло, тогда помощник Д’Амато, тренер Хосе Торреса описывал стиль так:

Стиль достаточно прост для понимания. Базовая стойка — полу-крауч. Левая нога немного впереди, перчатки прилегают к щекам. Локти слегка отодвинуты от тела. Это контр-панчерский стиль, но можно действовать также и первым номером. У нас есть правило — если ты заблокировал удар, то ты должен и выбросить удар. Наш стиль позволяет сделать это. Боец, действующий в рамках нашего стиля, должен беспокоиться лишь по поводу двух видов ударов — апперкоты и удары по туловищу. Может создаться обманчивое впечатление, что наши бойцы не защищены от ударов по корпусу. Корпус выглядит довольно открытым и многие пробуют достать его. Но если, скажем, противник бьёт своей правой рукой в левый бок, то левый локоть Торреса возвращается на место, чтобы заблокировать её и у него возникает возможность провести короткий правый хук. То же самое касается ударов по другому боку. Вы уходите от апперкота, и появляется возможность для нанесения чистого левого хука или вы можете просто сбить его перчаткой.

Описание стиля от Кевина Руни:

Стиль Каса легко узнаваем. Когда вы видите парня, руки которого наверху, подбородок внизу, который выполняет уклоны и нырки, вы говорите: «Это стиль Каса Д’Амато». У других тренеров все бойцы выглядят одинаково. Плюс Кас создал свою «систему нумерации». В любом другом виде спорта используется научный подход. В играх типа футбола или баскетбола. В бейсболе тренеры используют язык жестов для общения со своими игроками. Кас сказал: «Такая же система должна быть в боксе. Я сделаю такую систему, что мои бойцы смогут научиться немедленно проводить в ринге комбинации соответствующие числам, которые им будут названы из угла». Речь идёт не просто о том, чтобы научиться технике, это ещё и о том, КАК использовать технику и КОГДА использовать технику. У нас есть система нумерации ударов и тяжёлый мешок, называющийся «Вилли». Работа по этому мешку — всё равно, что спарринг. И ещё «Перемещения», которым я научился у Каса. Я ставлю эту технику всем своим бойцам. Правда, иногда попадаются боксёры, которые ведут себя как примадонны и пытаются установить свои порядки. Они смотрят на эту технику и говорят: «Я не буду делать этого». Но голодные бойцы, готовые учиться, в конце концов видят, что цель оправдывает средства. Это всё та же методика, которая сделала Тайсона самым молодым чемпионом в тяжёлом весе в истории. Это же касается Флойда Паттерсона и Хосе Торреса.

В статье из журнала Sports Illustrated 1967 года говорится:

Они высказываются презрительно, а бойцы, которые используют этот стиль, уважают его. Боксёры не пропускают удары. Когда в них попадают, как во Флойда в бою против Листона, они либо не используют его, либо используют неправильно. Вы посмотрите, все больше боксёров сейчас держат свои руки высоко. Бойцы, боксирующие с опущенными руками, просто играют. Их игра состоит в том, что они могут предугадать момент удара и заблокировать его. Если так играть с каждым ударом и игра продолжается достаточно долго, то боец обязательно пропустит. Комбинационный бокс сделал стойку с опущенными руками анахронизмом.

В статье за 1958 год, посвящённой Хосе Торресу, проливается свет на то, кто является истинным автором устоявшегося названия:

Стиль (Торреса) был создан его менеджером Касом Д’Амато, который называет его «боксом от обороны». Он обеспечивает мгновенный и сокрушительный ответ на любой из полудюжины стандартных ударов в боксе. Его иногда высмеивают (Чарли Голдман — тренер Рокки Марчиано, называет его «peek-a-boo-style»), но это самый успешный стиль сейчас. Он помог сделать Паттерсона чемпионом, и он сделал из Торреса идола для 640000 пуэрто-риканских ньюйоркцев, не говоря уже о болельщиках других национальностей.

Кас Д’Амато говорил Майку Тайсону следующее:

Никогда не прекращай двигаться. Голова никогда не должна находиться там, где она была мгновение назад. Смотри, ты показал ему цель, он бьёт, а там уже никого нет. Но когда он перемещается, контратакуй.

Ещё говорил Кас:

Если ты не пропускаешь удары, ты не проигрываешь. Всё очень просто. Как только ты научишься подсаживаться ниже и прятаться за перчатками, постоянно перемещаясь, никто в тебя не попадёт. Всегда прижимай подбородок к груди. Мне всё равно, бежишь ли ты кросс или просто гуляешь вокруг школы или смотришь ТВ, прижимай подбородок к груди. И будь настороже. Когда ты можешь наносить удары своему оппоненту, а он не может ударить тебя, тогда ты боец.

## Боксёры и тренеры, использовавшие стиль Пик-а-бу

#### В чистом виде
- Кас Д’Амато — создатель и идейный мыслитель стиля Пик-а-бу.
- Майк Тайсон — ярчайший представитель стиля Пик-а-бу, самый молодой чемпион и абсолютный чемпион мира в тяжёлом весе в истории бокса. На пике карьеры признавался лучшим боксёром вне зависимости от весовой категории.
- Флойд Паттерсон — первый ученик Каса Д’Амато, который эффективно использовал стиль Пик-а-бу. Стал самым молодым олимпийским чемпионом в истории и двукратным чемпионом мира. Кроме того, стал первым боксёром, который вернул себе титул чемпиона мира.
- Хосе Торрес — ученик Каса Д’Амато, выиграл серебряную медаль на летних Олимпийских играх 1956 года в Мельбурне, также выиграл титул чемпиона мира в полутяжёлом весе, победив Вилли Пастрано.
- Мигель Котто — пуэрто-риканский боксёр-профессионал, чемпион мира в 4-х весовых категориях.
- Кевин Руни — бывший тренер Майка Тайсона, является экспертом по боксу Пик-а-бу, завоевал титул чемпиона в «Золотых перчатках».
- Тедди Атлас — тренер по боксу, ученик Каса Д’Амато, один из тренеров Майка Тайсона на взлёте его профессиональной карьеры.
- Джой Хэдли — тренер Пик-а-бу, ученик Каса Д’Амато. Выигрывал «Золотые перчатки» 6 раз, чемпион США и Северной Америки. 140 боев, 122 победы, 93 нокаутом.

#### Отдаленно напоминающий
- Джо Фрейзер — единственный боксёр, который выиграл у Мохаммеда Али в расцвете его карьеры, также использовал стиль, напоминающий Пик-а-бу.
- Майкл Мурер — чемпион мира в полутяжёлом и тяжёлом весе. Ученик Тедди Атласа. Стиль напоминает Пик-а-бу, но не в полной мере.
- Рональд Райт, также известен как Винки Райт — чемпион мира в средней весовой категории по версиям WBO, 1996—1998; IBF, 2001—2004; WBC, 2004; WBA, 2004.
- Рокки Марчиано
- Томми Моррисон
- Александр Поветкин — регулярный чемпион мира по версии WBA. Тренировался какое то время под руководством Тедди Атласа, но не смог освоить стиль и перед боем с Марко Хуком ушёл от Атласа.
- Жан-Марк Мормек — чемпион мира в первом тяжёлом весе по версиям WBC, WBA. Пытался освоить стиль под руководством Кевина Руни перед боем с Владимиром Кличко. Однако ему это не удалось: если он частично освоил маятниковые движения, то нападение было на нуле, так как в бою с Кличко он не нанёс почти ни одного удара, даже когда подходил на нужную дистанцию.